# Trostburg (Waidbruck)
Die Trostburg (ursprünglich Trostberg) ist eine Talhangburg in natürlichem Gelände in östlicher Hanglage oberhalb der Südtiroler Ortschaft Waidbruck im Eisacktal.

## Geschichte

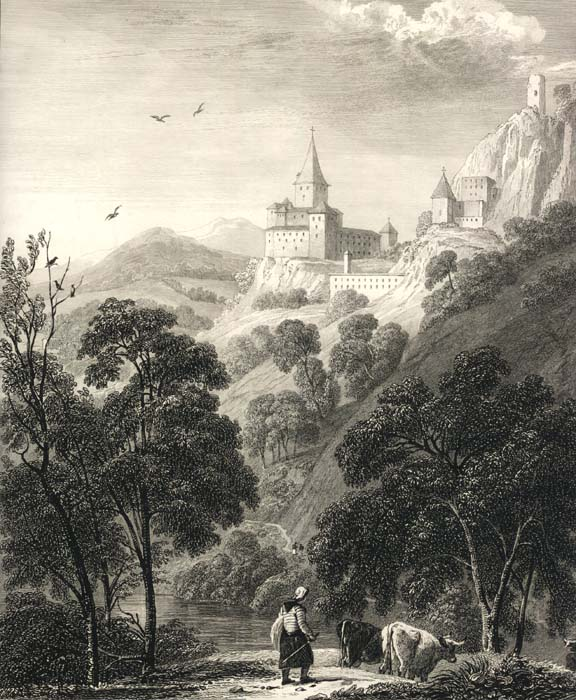
Ansicht der Burg in einer Lithografie von P. Dewint, 1819

Hier, wo der Bergrücken des Schlerngebiets gegen die Mündung des Grödner Baches in den Eisack steil abfällt, befand sich der 1173 erwähnte Sitz eines Cunrat de Trosperch (Trostberg), der den Herren von Kastelruth entstammte. Der Sitz gelangte dann an die Herren von Velthurns (1243–1290), Ministerialen der Bischöfe von Brixen, und als landesfürstlich-tirolisches Lehen an die Herren von Villanders. Von 1385 bis 1967 diente die ehemalige Ministerialenburg den Herren, Freiherren und Grafen von Wolkenstein-Trostburg als deren Adelssitz. Diese übten von hier aus die niedere Gerichtsbarkeit aus, und zwar über einen Burgfriedensbezirk Trostburg, aus dem die Gemeinde Waidbruck hervorging. Ebenso verwalteten sie zeitweilig von der Trostburg aus das Gericht Villanders. Ab dem 17. Jahrhundert war die Trostburg von den Grafen Wolkenstein nur mehr in den Sommermonaten bewohnt worden. Obwohl das Geschlecht um Instandhaltung der Burg redlich bemüht war, konnte der Verfall im 20. Jahrhundert nicht mehr aufgehalten werden. 1967 gründeten sechs Mitglieder des Südtiroler Burgenvereins aus privater Initiative eine Gesellschaft, um die Trostburg vor dem Verfall zu retten. Ihre Anteile gingen 1981 an den ehrenamtlich geführten Verein über, seither ist die Trostburg offizieller Sitz des Südtiroler Burgeninstituts, seit 2005 auch Südtiroler Burgenmuseum.

## Beschreibung
Ein kleiner Innenhof verbirgt sich talwärts hinter dem Bergfried (um 1230). Er wird von einem romanischen, dreistöckigen und im 17. Jahrhundert um ein weiteres Stockwerk erhöhten Palas und einem in der gotischen Bauphase auf älterem Mauerwerk aufbauenden Wohntrakt umschlossen. Zwischen dem ausgehenden 15. und dem beginnenden 17. Jahrhundert wurden Basteien und vorgelagerte Wehranlagen hinzugebaut, die teilweise im 18. Jahrhundert weitere Ausbauten zu Wohnzwecken erfuhren. Von einem breiten Graben getrennt ist eine ausgedehnte Vorburg (Michaelstor). Auf höher gelegener Felsnase befindet sich ein so genannter Kreideturm (Signal- und Wachturm für Crayenfeuer). Die letzten bedeutenden Umbauten wurden zwischen 1594 und 1632 vom nachmaligen Grafen Engelhard Dietrich zu Wolkenstein (1565–1647) veranlasst; damals entstand der mit Stuckarbeiten Joseph Proys ausgestaltete Ahnensaal. Bedeutende Restaurierungs- und Konservierungsmaßnahmen an der Baustruktur führten unter anderem um 1880 zur Abtragung eines nach Süden ausgerichteten Stockwerkes im gotischen Palas. Von 1967 bis 1977 wurden die nötigsten Sicherungs- und Reparaturarbeiten durchgeführt wie z. B. Bedachung der Ruinenteile und Behebung der Kriegsschäden vom 8. September 1943. Diesen folgten zwischen 2000 und 2007 Konservierungsarbeiten an den Burgfassaden und die Neueindeckung der gesamten Dachfläche der bewohnbaren Burgteile mit historischen, teilweise bis in die Zeit von Nikolaus Cusanus (15. Jahrhundert) zurückreichenden Biberschwanzziegeln. 2008/09 wurden die Innenräume im 1. Stockwerk des unter Freiherr Hans zu Wolkenstein (Burgherr von 1491 bis 1517) errichteten gotischen Westpalais restauriert und in einem der Räume eine großflächige Wandmalerei mit Jagdmotiven und einer Kochszene freigelegt, die mit 1514 zu datieren sein dürfte.

## Funktion als Museum
Die gut erhaltene Burganlage ist als Südtiroler Burgenmuseum mit angebotenen Führungen zu besichtigen. Die Dauerausstellung Burgen – Bauwerke der Geschichte vermittelt einen guten burgenkundlichen Überblick, wobei u. a. 86 von Ludwig Mitterdorfer (1885–1963) angefertigte, maßstabsgetreue Modelle von Südtiroler Burgen die inhaltliche Darstellung veranschaulichen. Aus kulturhistorischer Sicht liegt die Bedeutung des Schlosses im Sitz der Herren von Wolkenstein, so ist die Trostburg unter anderem auch Elternhaus des spätmittelalterlichen Dichterkomponisten Oswald von Wolkenstein (um 1377–1445) sowie des ersten Tiroler Chronisten Marx Sittich von Wolkenstein (1563–1619). Im Inneren der Burg haben sich wertvolle Zeugnisse der Geschichte erhalten, so drei römische Weihesteine (um 180 n. Chr.), eine mit dreifacher Tonne gewölbte gotische Stube (vor 1407), ein 5 × 15 m großer Renaissancesaal mit figurativen Darstellungen der Besitzer in Gips und einer reichhaltig geschnitzten Kassettendecke mit heraldischem Dekor (1607–1618), eine wappenbemalte Loggia und eine der größten historischen Weinpressen des Landes (11 m langer Pressbaum). Aus burgenkundlicher Betrachtung mögen neben der Bauweise auch die Kapelle, eisenbeschlagene Tore (eines mit Mannsloch), das in Sicht versetzte, aber sehr wahrscheinlich original erhaltene hölzerne Fallgitter, Fensterschießscharten des 17. Jahrhunderts. und in jener Zeit angebrachte Sturmpfähle erwähnenswert sein. Abgesehen von ausgewiesenen Naturdenkmälern im Umfeld der Trostburg ist ein in der frühen Neuzeit hierher gebrachter Sandarakbaum (Tetraclinis articulata) im Zwingergarten auffallend. Aufgrund des „unverfälschten Charakters der Trostburg“ wählten Filmemacher im Jahre 2012 die Trostburg als Hauptmotiv für den Kinofilm Das Märchen von der Prinzessin, die unbedingt in einem Märchen vorkommen wollte.

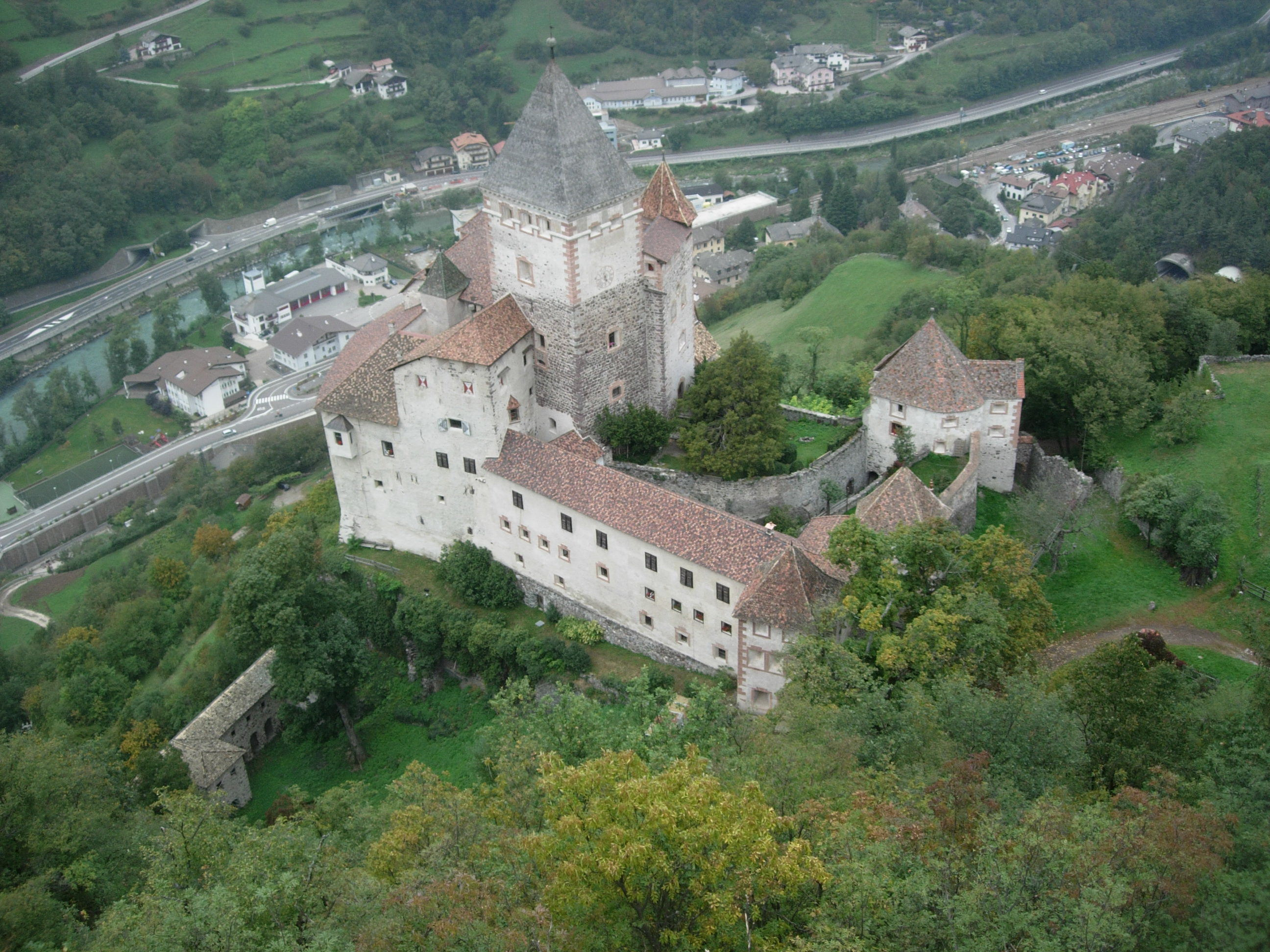
Südostansicht der Trostburg, Blick vom Römerturm
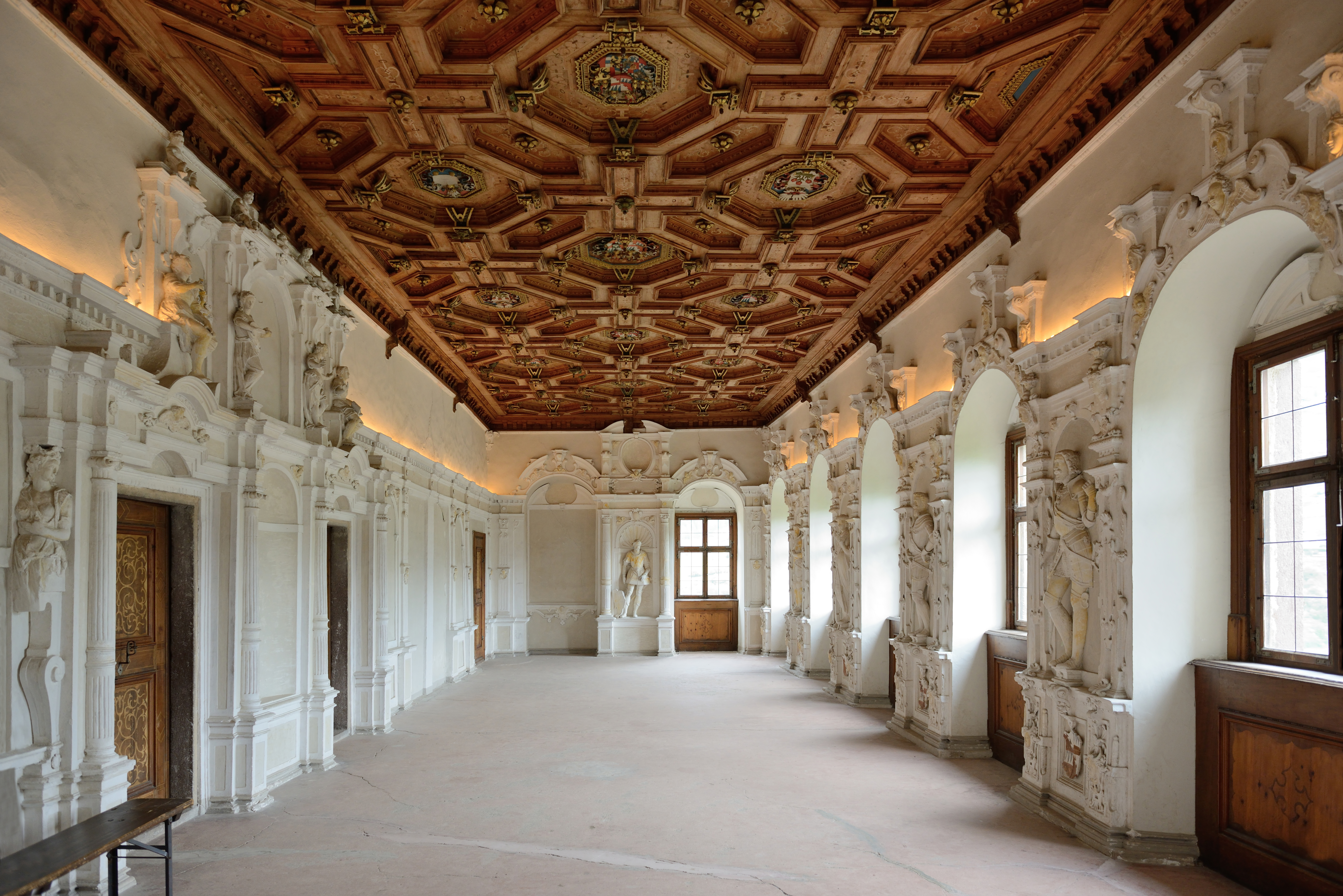
Großer Saal mit Bildnissen der Herren von Wolkenstein
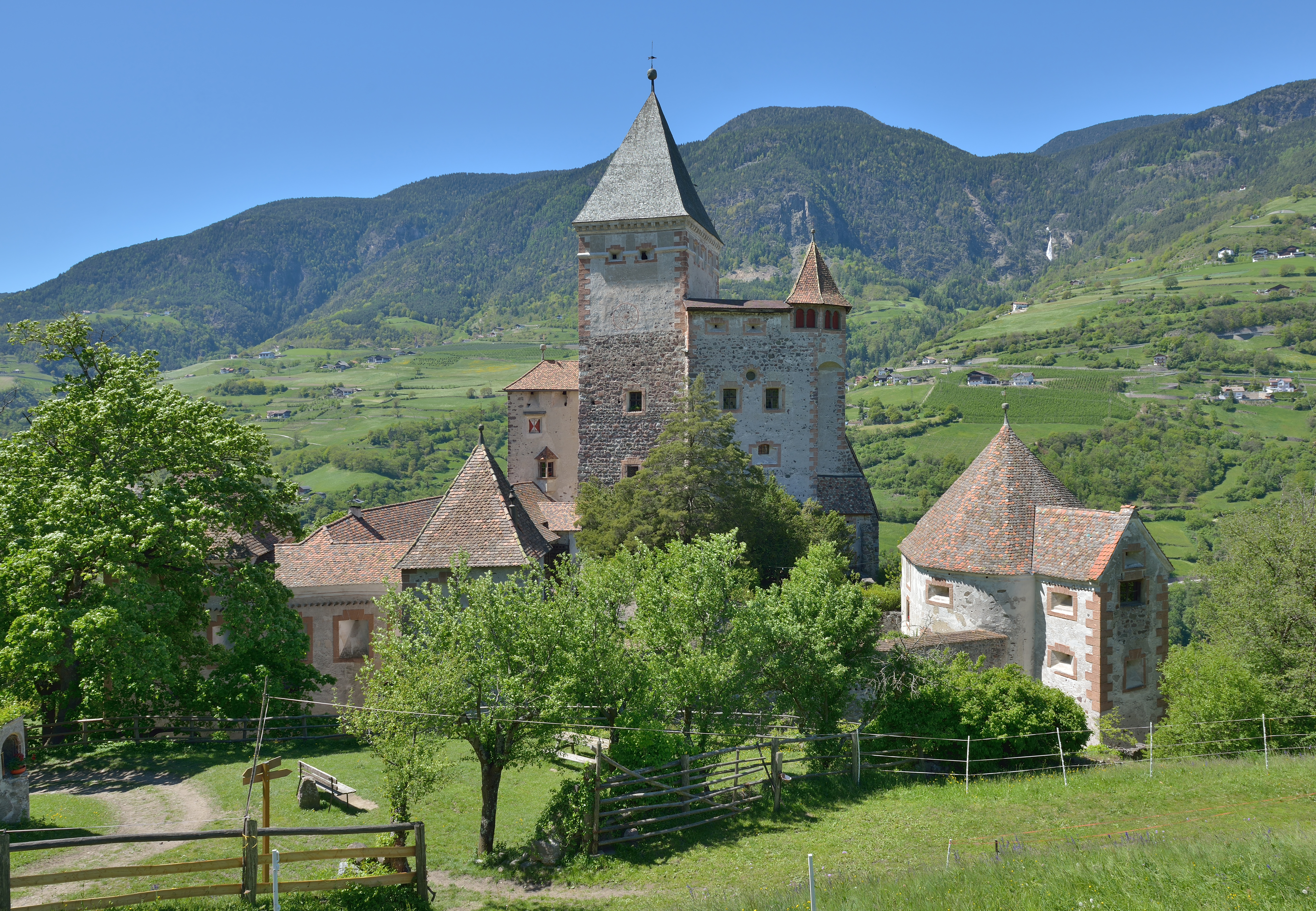
Ostansicht
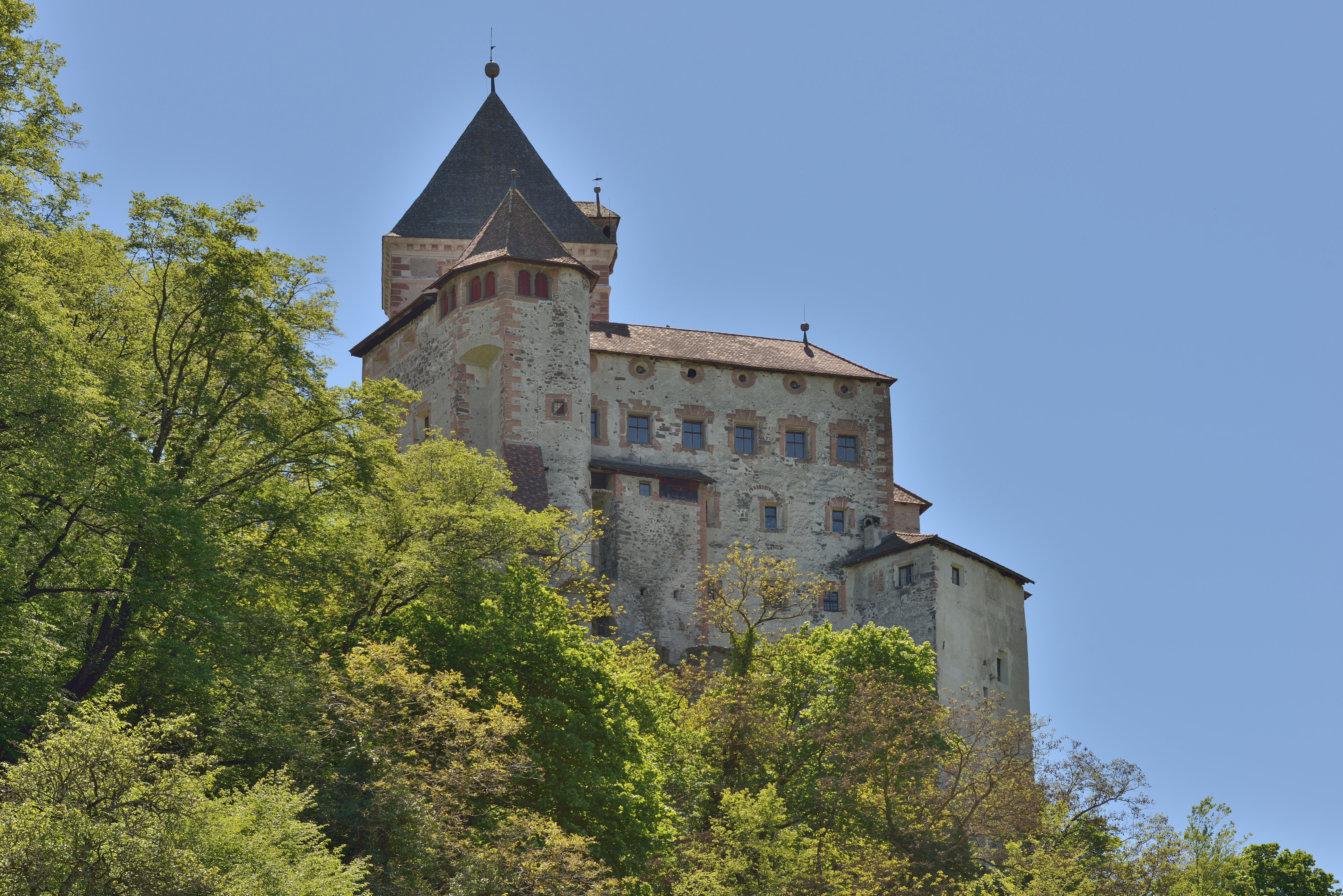
Nordansicht
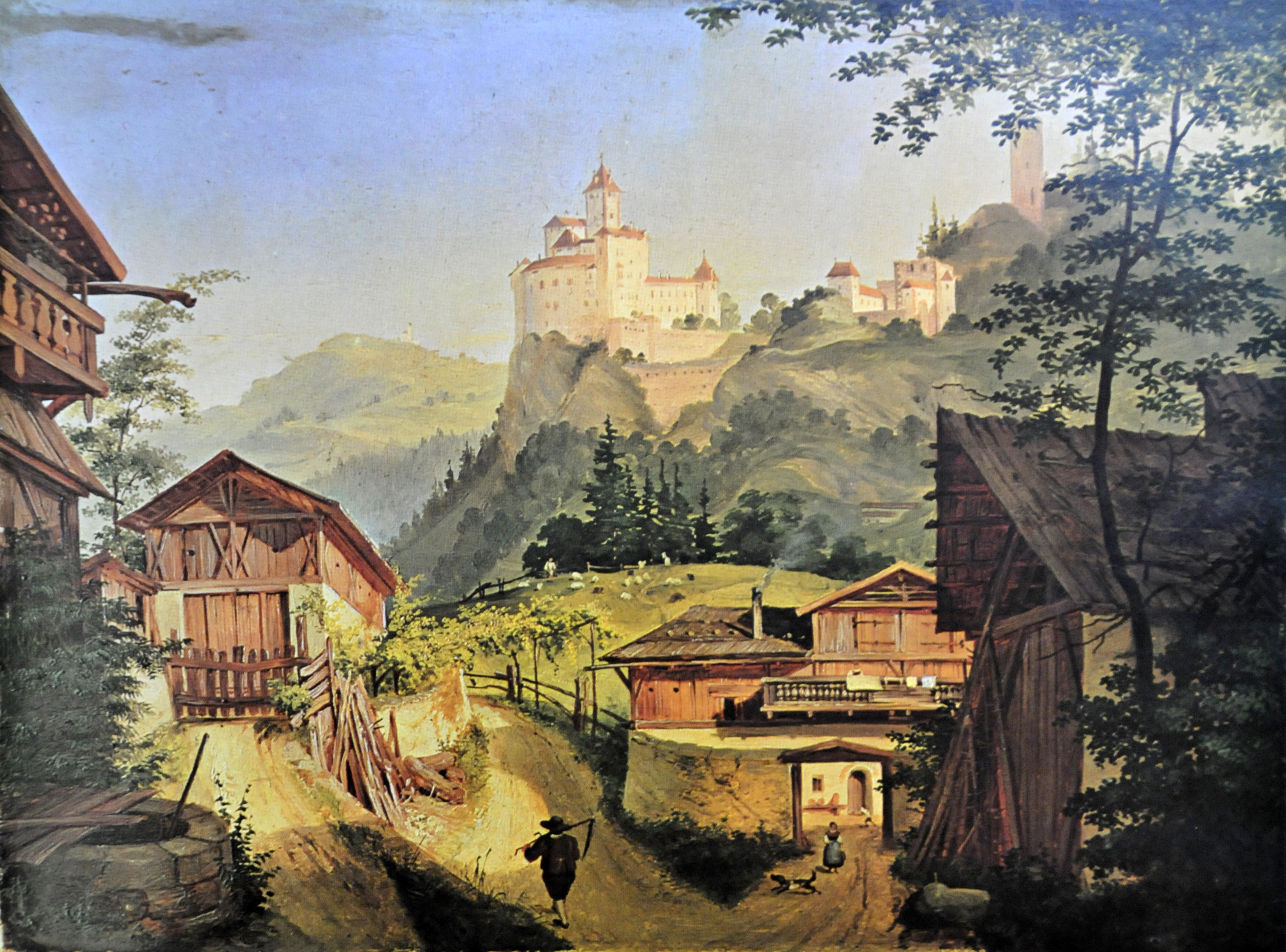
Darstellung in einem Bild von Josef Arnold dem Jüngeren um 1845